# 7133 Kasahara
A 7133 Kasahara (ideiglenes jelöléssel 1993 TX1) a Naprendszer kisbolygóövében található aszteroida. Endate Kin,  Vatanabe Kazuró fedezte fel.